# George Don
George Don (Doo Hillock, Forfarshire, 17 de mayo de 1798–Kensington, Londres, 25 de febrero de 1856) fue un botánico escocés.

## Biografía
Nació en Doo Hillock, Forfarshire, Escocia en 1798. Su padre, George Don, era Superintendente de los Jardines Botánicos de Edimburgo en 1802. El joven George Don se convirtió en encargado de los jardines en Chelsea, Londres en 1816.
En 1821 es enviado a Brasil, a las Indias Occidentales y a Sierra Leona a coleccionar especímenes para la Real Sociedad de Horticultura. Muchos de sus descubrimientos fueron publicados por Joseph Sabine, aunque Don publicó varias especies nuevas de Sierra Leona.
El trabajo principal de Don fue su cuarto volumen Un Sistema General de Jardinería y de Botánica, publicado entre 1832 y 1838. También revisó el primer suplemento de John Claudius Loudon de su Encyclopaedia de Plantas, y proveyó un arreglo al estilo linneano al capítulo del Loudon: Hortus Britannicus. También escribió una monografía del genus Allium y una revisión de Combretum.
Falleció en Kensington, Londres, el 25 de febrero de 1856.
- La abreviatura «G.Don» se emplea para indicar a George Don como autoridad en la descripción y clasificación científica de los vegetales.[1]

## Especies
Las especies autoradas de George Don incluyen:
- Acacia cyclops G.Don
- Acacia deltoidea G.Don
- Acacia holosericea G.Don
- Acacia podalyriifolia G.Don
- Acacia rigens G.Don
- Catharanthus roseus (L.) G.Don
- Daviesia physodes G.Don
- Isotoma scapigera (R.Br.) G.Don
- Lagunaria patersonia (Andrews) G.Don
- Ludwigia hyssopifolia (G.Don) Exell
- Modiola caroliniana (L.) G.Don
- Sagina maritima G.Don
- Sphenotoma squarrosum (R.Br.) G.Don
- Swainsona formosa (G.Don) Joy Thomps.

Véase también Lista de especies australianas de autoría de George Don, (en inglés).